# Michiyo Heike
 (novembre 2024).
Si vous disposez d'ouvrages ou d'articles de référence ou si vous connaissez des sites web de qualité traitant du thème abordé ici, merci de compléter l'article en donnant les références utiles à sa vérifiabilité et en les liant à la section « Notes et références ».
 (novembre 2024).
Michiyo Heike, alias Michiyo (平家みちよ, Heike Michiyo, née le 6 avril 1979 à Osaka, Japon) est une chanteuse de J-pop, ex-artiste du Hello! Project.

## Biographie
Elle débute fin 1997 après avoir gagné un concours de chant télévisé dans le cadre de l'émission Asayan en vue d'une audition par le groupe Sharam Q, audition qui donne aussi naissance au groupe J-pop Morning Musume composé des finalistes malheureuses. En 1998, elle sort son premier album, et est la vedette du film Morning Cop aux côtés des Morning Musume. Bien que produite par Hatake, elle chante alors en solo au sein du Hello! Project récemment créé par le producteur Tsunku. Considérée de par son âge et sa victoire originelle comme la coleader du H!P avec Yuko Nakazawa, elle anime avec celle-ci l'émission télé Idol o Sagase! en 1999, et mène avec elle les équipes lors des premières compétitions sportives du H!P, les Hello! Project Sports Festivals. Elle participe aussi aux premières Shuffle Units du H!P : Kiiro 5 en 2000, 7-nin Matsuri en 2001 et Sexy 8 en 2002.
Elle quitte le H!P fin 2002, et entame une carrière solo en indépendante sous son seul prénom Michiyo. Elle annonce en mars 2007 son mariage, puis la naissance de sa fille en novembre.

## Discographie

### Singles
Michiyo Heike
- 1997.11.05 : Get (GET)
- 1998.02.15 : Sotsugyō ~Top of the World~  (卒業～TOP OF THE WORLD～)
- 1998.07.01 : Daikirai (ダイキライ)
- 1998.10.25 : Dakedo Aishi Sugite (だけど愛しすぎて)
- 1999.02.10 : Anata no Yume ni Naritai ( アナタの夢になりたい)
- 1999.07.28 : Scene
- 2000.05.17 : One Room Natsu no Koi Monogatari (ワンルーム夏の恋物語)
- 2000.08.09 : Ai no Chikara (愛の力)
- 2001.02.07 : Kekkyoku Bye Bye Bye (結局 Bye Bye Bye)
- 2001.11.07 : Propose (プロポーズ)
- 2002.06.05 : Murasaki Shikibu (ムラサキシキブ)

Michiyo
- 2005.01.09 : Ran RUN Ran (pour fan club)
- 2005.12.09 : Unaffected

### Albums
Michiyo Heike
- 1998.03.25 : Teenage Dream
- 2000.09.13 : For Ourself ~Single History~

Michiyo
- 2004.03.03 : JECICA
- 2005.02.28 : Koimizuki (恋水姫)
- 2006.07.25 : Fantasia

Bande originale
- 1998.09.30 : Morning Cop - Daite Hold On Me! Original Soundtrack (3 titres)

### DVD
- 2004.09.30 : Sweets of JECICA

## Liens
- Michiyo: Site Officiel
- Ancienne page officielle chez Warner Music Japan
- Discographie officielle chez Up-Front Works